# Sord M-100ACE
Sord M-100ACE ime je za 8-bitno računalo koje je proizvodila japanska tvrtka Sord Computer Corporation. Sord M-100ACE je na tržište izašlo u rujnu 1978. godine i bila je profesionalna inačica računala Sord M-170.

## Tehnička svojstva
- Mikroprocesor: Zilog Z80
- Takt: 2Mhz
- RAM: 32
- ROM: 4Kb
- VRAM: 16Kb
- Grafika i znakovi:
- Znakovni mod: 80 x 25
- Grafički mod:
  - 320 x 256 crno-bijelo
  - 256 x 128 u osam boja, s posebnom karticom
  - Izlazi: TV izlaz, compozitni
- Zvuk: ??
- U/I međusklopovi: paralelni (Centronics), serijski RS-232, A/D pretvarač
- Sekundarna memorija: jedna ili dvije 5 1/4" disketna jedinica (148Kb)
- Operacijski sustav: Sord OS
- Programska podrška: BASIC Level IV, Fortran.IV, Assembler